# Dossier Steele

Firma del presidente de Los Estados Unidos, Donald Trump.

El dossier Steele, también conocido como el dossier Trump o el dossier Trump-Rusia, es una investigación privada preparada por Christopher Steele, exagente del servicio de inteligencia británico MI6 bajo la compañía Fusion GPS. Ya a los cinco años de haber sido publicado se le consideraba «esencialmente falso»; y «básicamente sin verificación».
Las aseveraciones más notables del dossier aparentan ser falsas, e «imposibles de demostrar», ya que contiene «rumores y habladurías».  La campaña política de Hillary Clinton y el Partido Demócrata pagaron una multa de $113,000 por haber disimulado los gastos políticos que sufragaron a la creación del dosier Steele como si se tratase de "gastos legales".  El archivo constituye investigación de la oposición y fue pagado indirectamente por el Comité Nacional Demócrata y la campaña electoral para la presidencia de Hillary Clinton, vía su abogado principal, Marc Elias of Perkins Coie.
Se han corroborado algunos aspectos del expediente; a saber, que Putin y Rusia favorecieron activamente a Trump sobre Clinton, y que algunos funcionarios y asociados de la campaña de Trump tuvieron contactos con rusos, incluida una reunión en la Torre Trump en la que participaron siete representantes de la campaña presidencial de Trump, de nacionalidad estadounidense, y una abogada rusa.
En 2022, un empleado del FBI testificó en un juzgado que en 2016 el FBI ofreció a Steele $1 millón de dólares a cambio de ofrecer información que verificase el reporte.  Steele nunca la aportó.
El documento contiene alegaciones sobre una supuesta conducta indebida y colaboración entre el político Donald Trump, su equipo electoral y el gobierno ruso en torno a las elecciones presidenciales de Estados Unidos de 2016. El documento se hizo público el 10 de enero de 2017. Al publicarse el dosier, su autor, Steele, supuestamente temió por su seguridad y pasó a la clandestinidad hasta el 7 de marzo de 2017.
El dosier alega que el Servicio Federal de Seguridad de la Federación Rusa («FSB») tiene información negativa (kompromat o «material comprometedor») sobre Trump que podría utilizarse para chantajearlo. Las alegaciones principales del dosier tienen que ver con su conducta sexual y financiera en Rusia. El dosier indica que el gobierno ruso promocionó la candidatura de Trump para crear divisiones entre diversos aliados del Occidente y que durante la campaña electoral, en un momento pico de la supuesta interferencia rusa en las elecciones de 2016, hubo un intercambio de información y cooperación entre oficiales rusos y personas asociadas con la campaña de Trump.
Miembros del gabinete del presidente y del entorno de Donald Trump, como su antiguo abogado Michael Cohen, lo han catalogado como un libelo. Para ellos, forma parte de la llamada Trama rusa (una supuesta retahíla de acusaciones ilícitas sin pruebas). Algunas de las alegaciones del expediente se han corroborado, mientras que otras siguen sin verificar o pueden requerir acceso a información clasificada para su verificación.
Strobe Talbott, el presidente de la Institución Brookings, fue uno de los activistas políticos que esparcieron el expediente en la capital de los Estados Unidos antes de que fuese difundido al público, y años antes de que fuese revelado que se trata de un expediente pagado por la campaña política de Hillary Clinton.